# Loesje

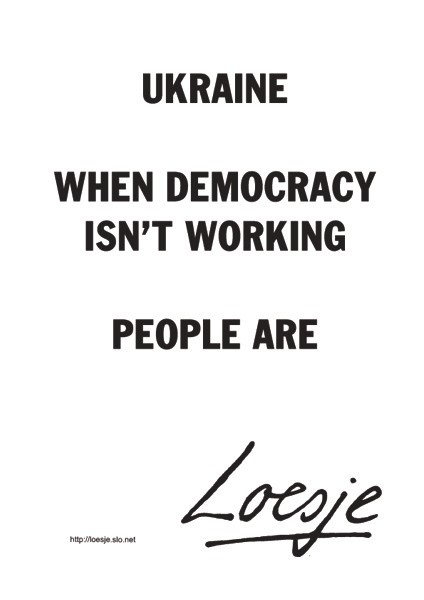

Loesje je nizozemský umělecký projekt zaměřený na podporu kreativity, svobody projevu a oživení veřejného prostoru. Je založen na vylepování plakátů s aforismy podepsanými dívčím jménem Loesje. Plakáty mají jednotný minimalistický design s černými tiskacími písmeny na bílém pozadí. Organizátoři definují svůj záměr jako kritiku konzumní společnosti a myšlenkových stereotypů podávanou humornou a pozitivní formou. Označují se za apolitické humanisty, kteří chtějí přimět lidi k přemýšlení o životě a vnést do každodenního života filozofii a poezii.
Myšlenka Loesje se zrodila 24. listopadu 1983 v arnhemském Café Meijers, kde se sešlo šest místních občanských aktivistů. Inspirovali se skupinou Provo a jejich záměrem bylo vytvořit hravou a nenásilnou alternativu k antikapitalistickému protestnímu hnutí. Formou plakátů také reagovali na reklamní vizuální smog v městských ulicích. Projekt pojmenovali podle své kamarádky, studentky umění Loes van Schaaijkové. V březnu 1984 bylo zaregistrováno občanské sdružení Stitching Vrienden van Loesje a v roce 1986 sestavilo recesistickou kandidátku do parlamentních voleb. Téhož roku vznikla v Belgii první zahraniční pobočka.
Roku 1994 vznikla nadace Loesje International, která působí ve 25 zemích. Je nekomerčním sdružením, které je financováno pouze z dobrovolných příspěvků. Pořádá workshopy tvůrčího psaní a vydává kalendáře, diáře, pohlednice a trička s motivem Loesje. V roce 2010 otevřelo v Arnhemu vlastní obchod, který od roku 2020 provozuje pouze na internetu. Na adrese Loesje.org jsou také volně ke stažení nově vytvořené slogany.
Podle stanov nenese Loesje odpovědnost za využití svých výtvorů, neboť někteří její aktivisté již čelili stíhání za nepovolený výlep plakátů nebo za jejich potenciálně urážlivý obsah. Vedle plakátů se objevují výroky Loesje také jako mural art.